# Paralepyroniella
Paralepyroniella är ett släkte av insekter. Paralepyroniella ingår i familjen spottstritar.
Kladogram enligt Catalogue of Life:
| Paralepyroniella | \| \| Paralepyroniella aethiops \| \| \| \| \| \| Paralepyroniella lineata \| \| \| \| |
|                  | \| \| Paralepyroniella aethiops \| \| \| \| \| \| Paralepyroniella lineata \| \| \| \| |
|                  | Paralepyroniella aethiops                                                              |
|                  |                                                                                        |
|                  | Paralepyroniella lineata                                                               |
|                  |                                                                                        |